# Чжан Тецюань
Чжан Тецюань (кит. 张铁泉; род. 25 июля 1978, Внутренняя Монголия) — китайский боец смешанного стиля, представитель лёгкой и полулёгкой весовых категорий. Выступал на профессиональном уровне в период 2005—2012 годов, известен по участию в турнирах таких бойцовских организаций как UFC, WEC, Art of War и др. В качестве главного тренера принимал участие в бойцовском реалити-шоу The Ultimate Fighter.

## Биография
Чжан Тецюань родился 25 июля 1978 года в Автономном районе Внутренняя Монголия. С юных лет увлекался единоборствами, занимался монгольской борьбой, в частности ещё в шестнадцатилетнем возрасте стал чемпионом Внутренней Монголии по борьбе. В 19 лет решил попробовать себя в ударных единоборствах, приступил к освоению ушу-саньда. Одним из первых китайских бойцов освоил техники бразильского джиу-джитсу, удостоившись в этой дисциплине коричневого пояса.
Окончил Сианьский спортивный университет, где обучался на факультете физического воспитания.

### Начало профессиональной карьеры
Дебютировал в смешанных единоборствах на профессиональном уровне в ноябре 2005 года, заставил своего соперника сдаться с помощью удушающего приёма. Начинал карьеру в новосозданной китайской организации Art of War Fighting Championship, выступил на самом первом её турнире и в общей сложности одержал здесь семь побед. Трижды выступил в филиппинском промоушене Universal Reality Combat Championship, дрался на нескольких других турнирах — во всех случаях неизменно выходил из поединков победителем.

### World Extreme Cagefighting
Имея в послужном списке 13 побед и ни одного поражения, в 2010 году Чжан привлёк к себе внимание крупной американской организации World Extreme Cagefighting и вскоре подписал с ней контракт. В дебютном поединке в США с помощью удушающего приёма «гильотина» заставил сдаться американца Пабло Гарса. Во втором поединке в WEC встретился с Дэнни Даунсом и потерпел первое в профессиональной карьере поражение, по итогам трёх раундов судьи единогласным решением отдали победу его сопернику.

### Ultimate Fighting Championship
Когда организация WEC была поглощена более крупным промоушеном Ultimate Fighting Championship, Чжан вместе с несколькими другими бойцами автоматически перешёл к новому промоутеру. Здесь он решил выступать в полулёгком весе и в феврале 2011 года с помощью «гильотины» победил Джейсона Райнхардта — бой между ними продлился всего лишь 48 секунд.
Тем не менее, дальнейшая его карьера в UFC сложилась не очень удачно, он проиграл три последующих поединка: по очкам уступил американцам Даррену Элкинсу и Джону Таку, а также был нокаутирован японцем Иссэем Тамурой. На этой серии из трёх поражений его бойцовская карьера в Америке закончилась.

### The Ultimate Fighter
В 2013 году Чжан Тецюань в качестве наставника принял участие в первом китайском сезоне бойцовского реалити-шоу The Ultimate Fighter, где занимался подготовкой команды «Небесных драконов». В частности, один из его подопечных Нин Гуанъю стал победителем шоу в полулёгкой весовой категории и получил право заключить эксклюзивный контракт с UFC.

## Статистика в профессиональном ММА
| Боёв 19  | Побед 15 | Поражений 4 |
| -------- | -------- | ----------- |
| Нокаутом | 3        | 1           |
| Сдачей   | 12       | 0           |
| Решением | 0        | 3           |

| Результат | Рекорд | Соперник          | Способ                    | Турнир                                   | Дата             | Раунд | Время | Место                 | Примечание               |
| --------- | ------ | ----------------- | ------------------------- | ---------------------------------------- | ---------------- | ----- | ----- | --------------------- | ------------------------ |
| Поражение | 15-4   | Джон Так          | Единогласное решение      | UFC on Fuel TV: Franklin vs. Le          | 10 ноября 2012   | 3     | 5:00  | Макао, Китай          | Вернулся в лёгкий вес.   |
| Поражение | 15-3   | Иссэй Тамура      | KO (удар рукой)           | UFC 144                                  | 26 февраля 2012  | 2     | 0:32  | Сайтама, Япония       |                          |
| Поражение | 15-2   | Даррен Элкинс     | Единогласное решение      | UFC 136                                  | 8 октября 2011   | 3     | 5:00  | Хьюстон, США          |                          |
| Победа    | 15-1   | Джейсон Райнхардт | Сдача (гильотина)         | UFC 127                                  | 27 февраля 2011  | 1     | 0:48  | Сидней, Австралия     | Дебют в полулёгком весе. |
| Поражение | 14-1   | Дэнни Даунс       | Единогласное решение      | WEC 53                                   | 16 декабря 2010  | 3     | 5:00  | Глендейл, США         |                          |
| Победа    | 14-0   | Пабло Гарса       | Сдача (гильотина)         | WEC 51                                   | 30 сентября 2010 | 1     | 2:26  | Брумфилд, США         |                          |
| Победа    | 13-0   | Дэниел Дигби      | Сдача (ущемление шеи)     | Legend Fighting Championship 2           | 24 июня 2010     | 1     | 0:30  | Гонконг               | Бой в полусреднем весе.  |
| Победа    | 12-0   | Калой Бадурия     | Сдача (рычаг локтя)       | URCC 15: Onslaught                       | 21 ноября 2009   | 1     | 4:21  | Пасай, Филиппины      |                          |
| Победа    | 11-0   | Юнлун Чжу         | Сдача (кимура)            | Ultimate Martial Arts Combat             | 18 апреля 2009   | 1     | 1:06  | Пекин, Китай          |                          |
| Победа    | 10-0   | Артит Ханчана     | Сдача (треугольник)       | Xian Sports University: Ultimate Wrestle | 10 января 2009   | 2     | 2:46  | Гуанчжоу, Китай       |                          |
| Победа    | 9-0    | Калой Бадурия     | Сдача (гильотина)         | URCC 13: Indestructible                  | 22 ноября 2008   | 1     | 3:03  | Макати, Филиппины     |                          |
| Победа    | 8-0    | Малик Араш Мавлаи | Сдача (удары руками)      | AOW 10: Final Conflict                   | 23 декабря 2007  | 1     | 8:48  | Пекин, Китай          |                          |
| Победа    | 7-0    | Эрик Калсет       | Сдача (замок голеностопа) | AOW 9: Fists of Fury                     | 24 ноября 2007   | 1     | 0:49  | Пекин, Китай          |                          |
| Победа    | 6-0    | Ким Сон Хи        | Сдача (треугольник)       | AOW 8: Worlds Collide                    | 22 сентября 2007 | 1     | 1:39  | Пекин, Китай          |                          |
| Победа    | 5-0    | Саси Сатэ         | TKO (удары руками)        | Art of War 6                             | 26 мая 2007      | 1     | 3:57  | Пекин, Китай          |                          |
| Победа    | 4-0    | Де Джи Жи Ри Ху   | KO (удар рукой)           | Art of War 5                             | 31 марта 2007    | 1     | 1:04  | Пекин, Китай          |                          |
| Победа    | 3-0    | Юнь Таогун        | Сдача (удушение сзади)    | Art of War 4                             | 22 декабря 2006  | 1     | 0:59  | Пекин, Китай          |                          |
| Победа    | 2-0    | Сальвадор Домасян | TKO (удары руками)        | URCC 7: The Art of War                   | 10 декабря 2005  | 1     | 4:48  | Кесон-Сити, Филиппины |                          |
| Победа    | 1-0    | Чжао Юньфэй       | Сдача (удушение)          | Art of War 1                             | 6 ноября 2005    | N/A   | N/A   | Пекин, Китай          |                          |